# Little Big Island
Little Big Island är en ö i Kanada.   Den ligger i territoriet Nunavut, i den östra delen av landet, 2 300 km nordväst om huvudstaden Ottawa. Arean är 8,7 kvadratkilometer.
Terrängen på Little Big Island är mycket platt. Öns högsta punkt är 29 meter över havet. Den sträcker sig 3,8 kilometer i nord-sydlig riktning, och 4,2 kilometer i öst-västlig riktning.
Trakten runt Little Big Island är nära nog obefolkad, med mindre än två invånare per kvadratkilometer.